# Tilimontia insularis
Tilimontia insularis är en insektsart som först beskrevs av Melichar 1912.  Tilimontia insularis ingår i släktet Tilimontia och familjen Dictyopharidae. Inga underarter finns listade i Catalogue of Life.